# Baron Ughtred

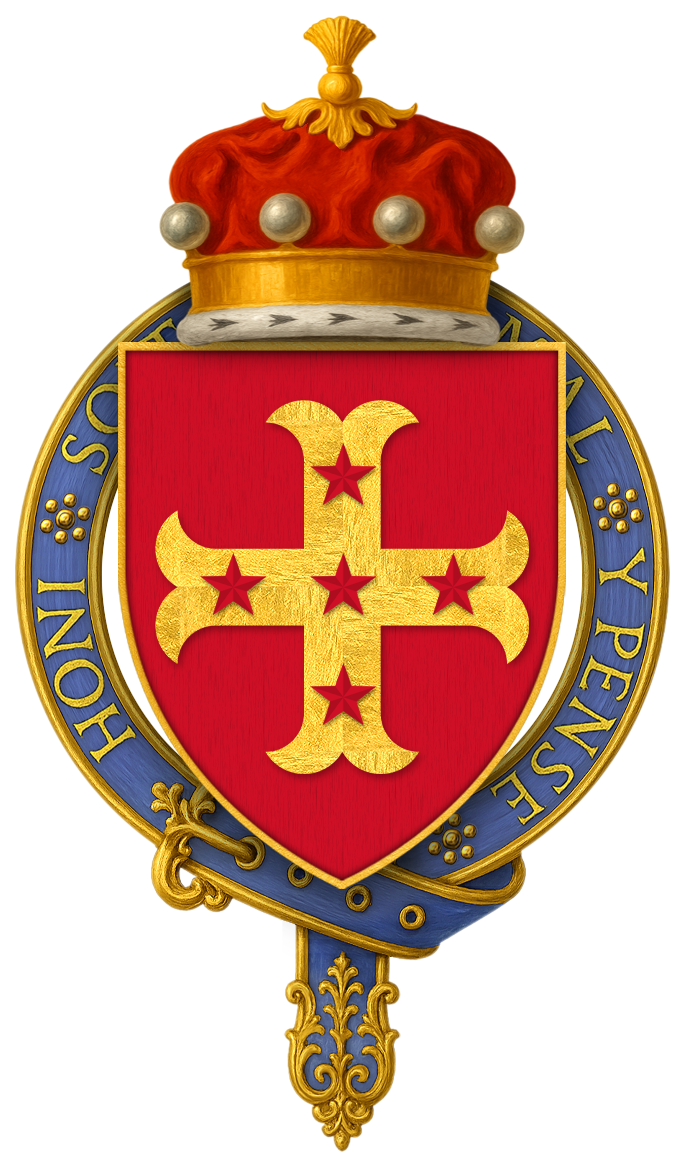
Wappen des 1. Barons Ughtred

Baron Ughtred war ein erblicher britischer Adelstitel in der Peerage of England.

## Verleihung
Der Titel wurde am 30. April 1343 für Knight Banneret Sir Thomas Ughtred geschaffen, indem dieser durch Letters Patent ins Parlament geladen wurde. 1358 wurde er zudem in den Hosenbandorden aufgenommen.
Nach modernem Verständnis sind durch Letters Patent geschaffene Baronien stets erblich. Aus unbekannten Gründen haben die Erben des 1. Barons den Titel jedoch nie geführt und wurden nie zu Parlamentssitzungen geladen. Die de iure erbberechtigte Nachkommenlinie des 1. Barons erlosch schließlich um 1600 mit dem Tod der 8. Baroness.

## Liste der Barone Ughtred (1343)
- Thomas Ughtred, 1. Baron Ughtred (1292–1365)
- Sir Thomas Ughtred, de iure 2. Baron Ughtred (um 1328–1401)
- Thomas Ughtred, de iure 3. Baron Ughtred (1384–1411)
- Sir Robert Ughtred, de iure 4. Baron Ughtred († 1472)
- Robert Ughtred, de iure 5. Baron Ughtred († 1487)
- Sir Henry Ughtred, de iure 6. Baron Ughtred (1477–1510)
- Robert Ughtred, de iure 7. Baron Ughtred (1498–um 1570)
- Dorothy Ughtred, de iure 8. Baroness Ughtred († um 1600)